# Steinkugel

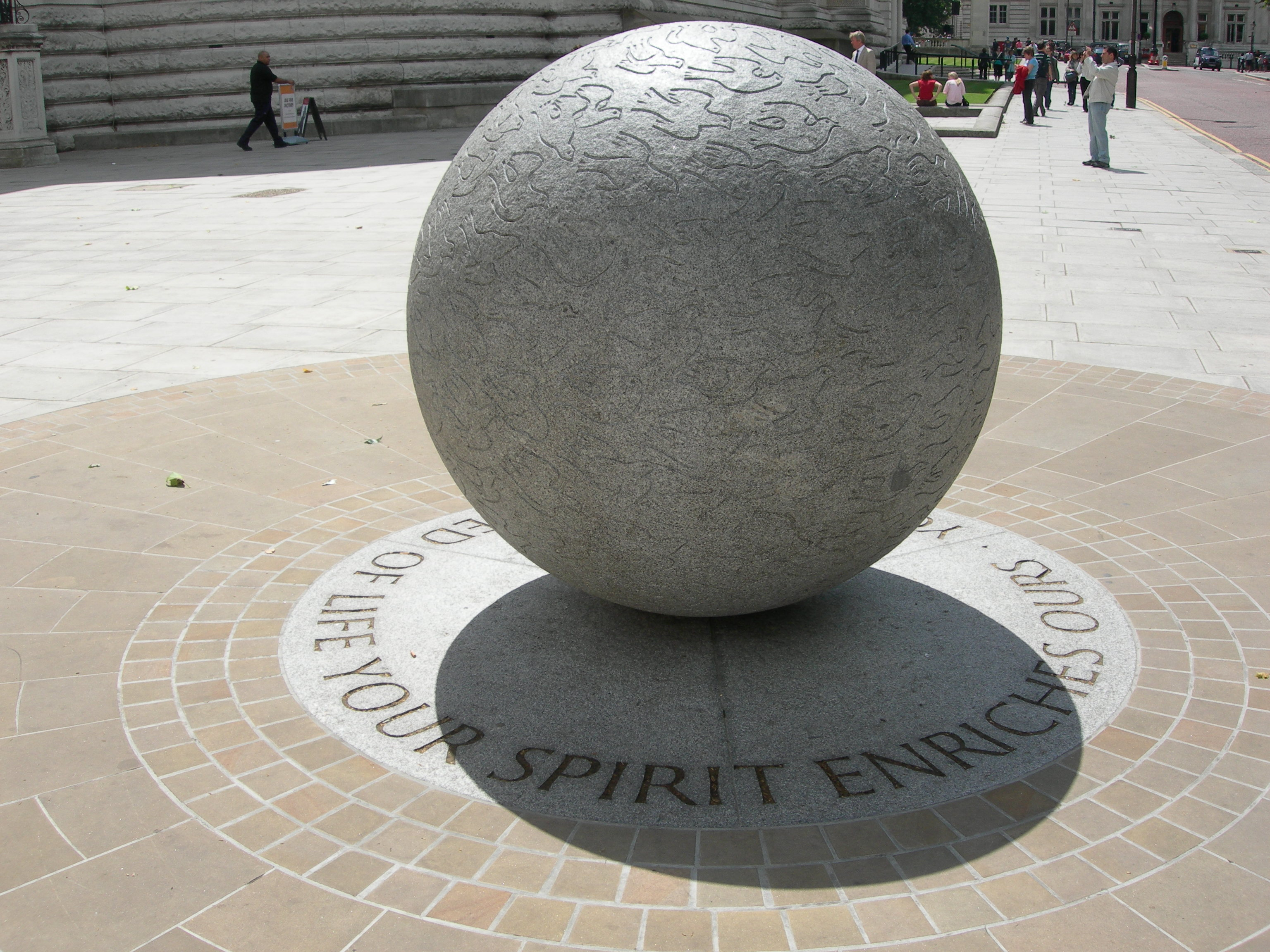
Mahnmal in London für den Anschlag von Bali 2002, bei dem 202 Menschen aus 21 Ländern ums Leben kamen; in die Granitkugel mit einem Durchmesser von 1,5 Metern sind Tauben eingraviert

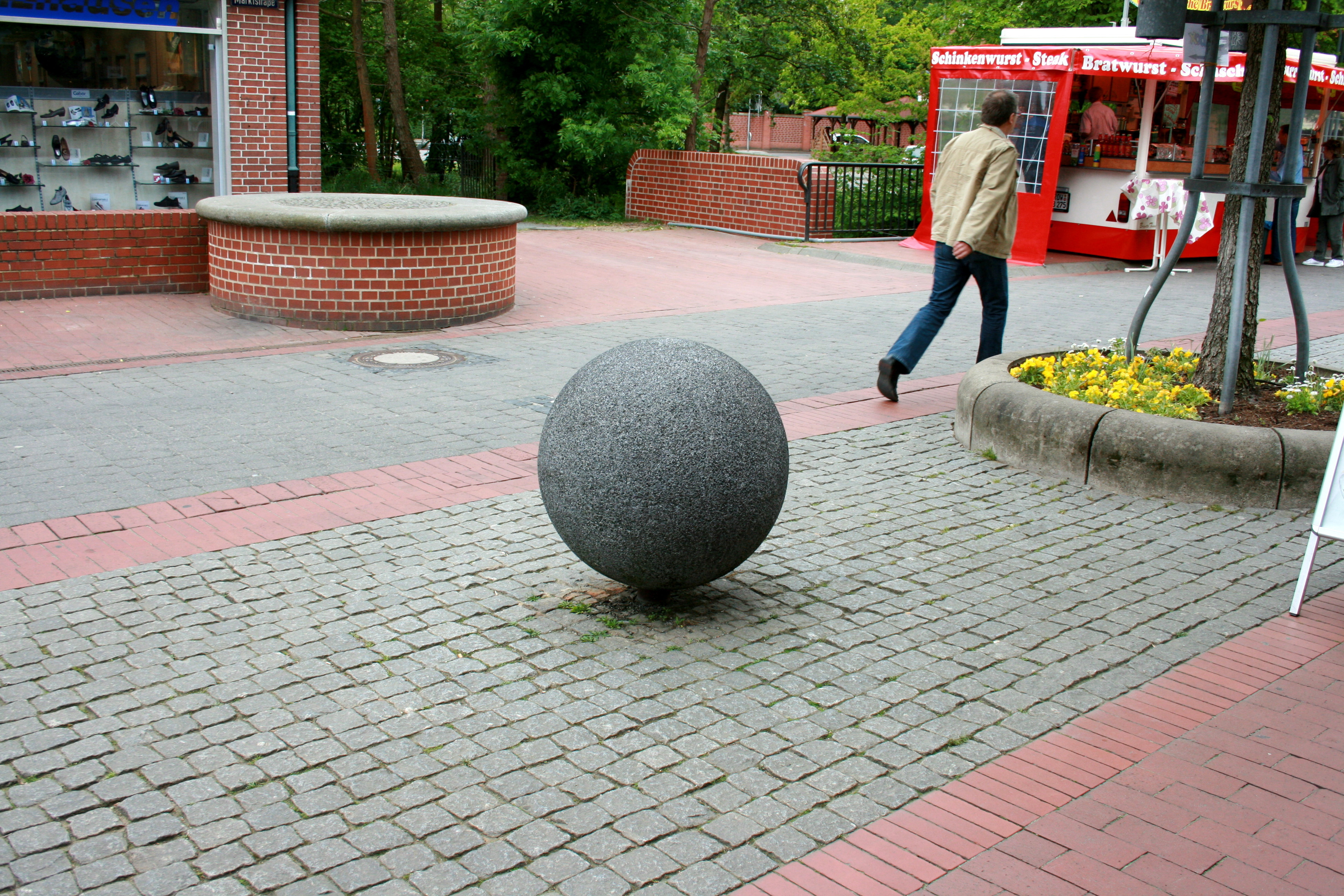
Granitkugel in einer Fußgängerzone (Soltau)

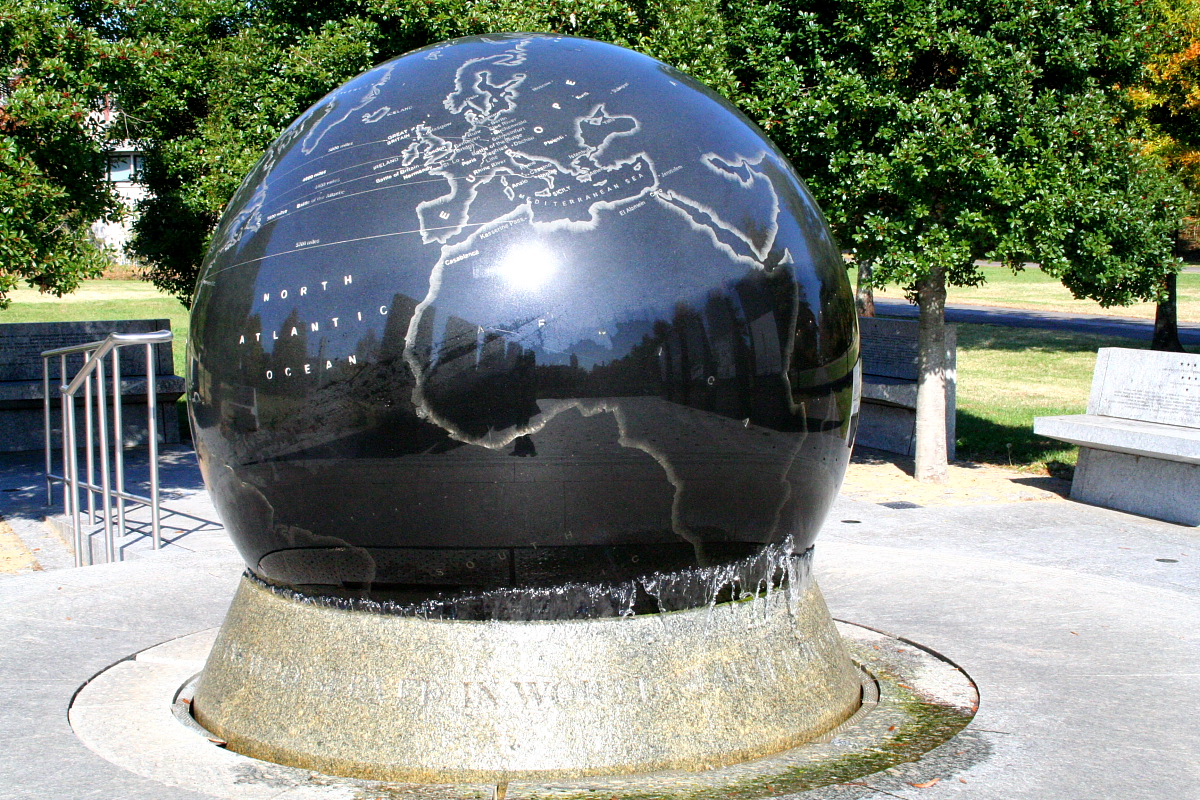
Weltkugel World War II Memorial, Bicentennial Mall in Nashville, Tennessee im Bicentennial Mall State Park

Steinkugeln werden für unterschiedliche Zwecke hergestellt. Die ältesten bekannten Steinkugeln, die von Hand hergestellt wurden, sind die gravierten, neolithischen Steinkugeln in Schottland, die Grabkugeln in Schweden aus der nordischen Eisen- und Wikingerzeit und die Steinkugeln von Costa Rica, deren Zweck nicht erforscht ist. Steinkugeln wurden auch für antike Steinwurfmaschinen und Kanonenkugeln bis ins 15. Jahrhundert in Handarbeit hergestellt. Steinkugeln dienten ferner als Spielzeug, wie beispielsweise die Murmeln.
In jüngster Zeit kommt eine neue und häufige Verwendung für Steinkugeln für Zierbrunnen bzw. Zimmerbrunnen und als Architekturelement hinzu. Für die Gestaltung des öffentlichen Raums werden große Steinkugeln aufgestellt oder sie werden als auf einem Wasserfilm gleitende Steinkugeln in Brunnen eingebracht.
Die größten bekannten massiven aus Naturstein bestehenden Steinkugeln haben einen Durchmesser von drei Metern, wie der 15-teilige Große Globus aus Kalkstein in England und der Sphärenbrunnen auf dem Piazzale del Foro Italico in Rom, der aus einem Stück massiven Carrara-Marmor besteht. Die größte auf einem Wasserfilm gleitende Steinkugel (2010) ist ein aus 32 Teilen zusammengesetzter Fußball vor der Donbass Arena in Donezk, Ukraine. Diese Steinkugel wiegt 28 Tonnen und hat einen Durchmesser von 2,75 Metern.
Des Weiteren gibt es einige geologische Erscheinungen, bei der die Natur Kugelformen ausgebildet hat, die hier nicht behandelt werden. Eine der bekanntesten befindet sich in Neuseeland.
Steinkugeln aus Naturstein lassen sich grundsätzlich aus allen Festgesteinen herstellen.
Auch sind Steinkugeln aus Kunststein und Beton möglich.

## Historische Steinkugeln

### Schottland
Über 420 etwa sieben Zentimeter und einige neun bis zwölf Zentimeter große gravierte Steinkugeln (engl.: Carved Stone Balls) aus Diorit, Serpentinit, Diabas, Basalt, Sandstein, Quarzit, Gabbro und Gneis wurden in Schottland, vor allem im Nordosten und einige wenige in Orkney und Shetland sowie in Irland und England gefunden, deren Verwendung und Zweck nicht genau bekannt ist. Sie stammen aus der Zeit 3000 bis 2000 Jahre v. Chr. Die Carved Stone Balls wurden vor allem in Aberdeenshire in Schottland gefunden. Sie sind mit unterschiedlichen Gravuren gestaltet und werden zeitlich dem späten Neolithikum, der Bronzezeit, zugeordnet. Sie hatten vermutlich spirituelle und symbolische Bedeutung.

### Skandinavien

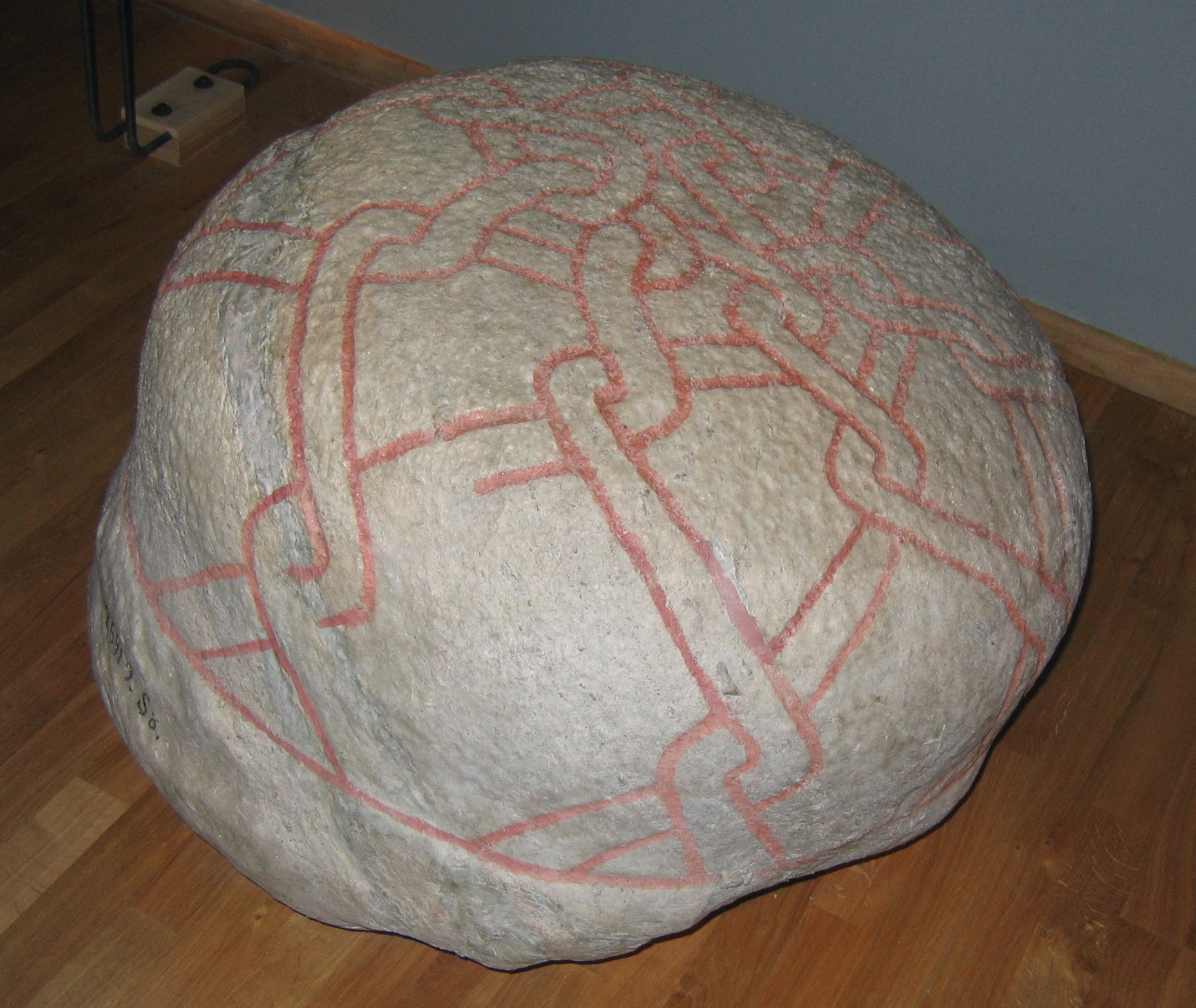
Grabkugel im Staatlichen historischen Museum in Stockholm

Grabkugeln kommen in Schweden in der nordischen Eisen- und Wikingerzeit als Grabzeichen vor. Diese Kugelformen wurden vor allem auf dem schwedischen Festland, aber auch auf den Åland, in der Region Österbotten in Finnland und auf Gotland gefunden. Die Grabkugeln liegen auf Grabhügeln, innerhalb runder Steinsetzungen oder auf Steinkisten. Um den Mälaren, im südlichen Norrland (Härnösand bei Sundsvall) und bei Småland gibt es ebenso Exemplare von Grabkugeln. Die größte Grabkugel Skandinaviens mit einem Durchmesser von knapp einem Meter befindet sich auf Gotland in der Nähe des Klosters Roma.

### Costa Rica

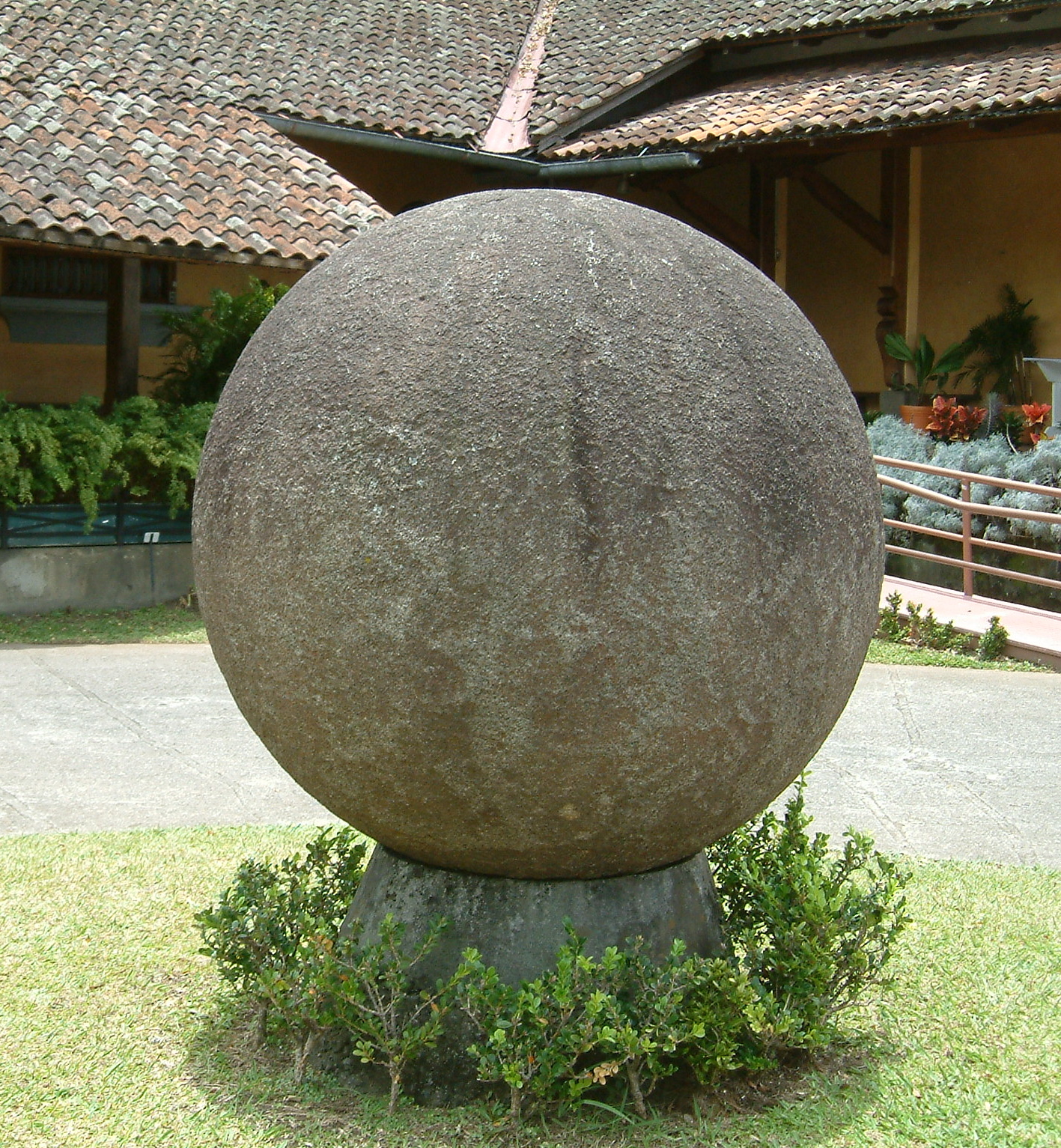
Costa Rica

Gefunden wurden 300 Steinkugeln in Costa Rica, die meist aus Gabbro bestehen, einem Hartgestein mit granitähnlichen Eigenschaften, ferner etwa jeweils ein Dutzend aus Muschelkalk und Sandstein. Die Größe variiert zwischen einigen Zentimetern und mehr als zwei Metern im Durchmesser. Die schwersten wiegen 15 bis 16 Tonnen. Weitere Steinkugeln wurden in Costa Rica in der Provinz Puntarenas im südlichen und mittleren Teil der Pazifikseite Costa Ricas gefunden sowie weiter nördlich auf der Halbinsel Nicoya in der Provinz Guanacaste.
Diese Steinkugeln wurden von Hand durch Behauen und Überschleifen hergestellt, das zeigen Bearbeitungsspuren. In der Nähe der Steinkugeln hat man Zeugnisse aus präkolumbischer Zeit gefunden, wie Keramik aus der Zeit 200 v. Chr.–600 n. Chr. und aus der Zeit 1000–1500 n. Chr. in der Provinz Puntarenas. Diese wurden vermutlich von den Vorfahren der Boruca hergestellt.
Die Altersbestimmung ist schwierig, besonders weil die meisten Kugeln von ihrem Fundort entfernt wurden und nun z. B. private Gärten zieren. Zur Altersbestimmung kann nur die Untersuchung der jeweiligen Ausgrabungsschichten auf menschengemachte Spuren herangezogen werden.

### Kanonenkugeln

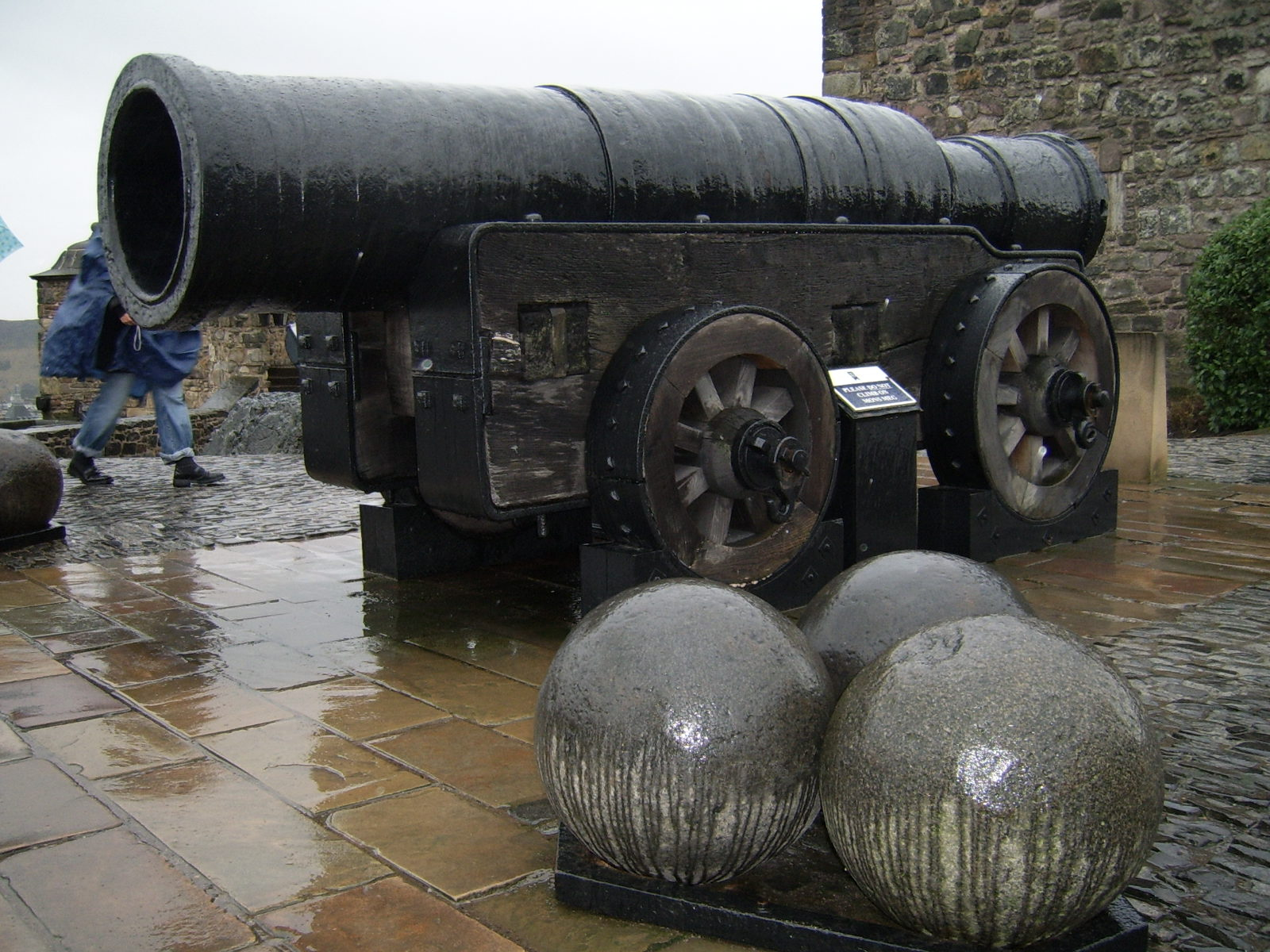
Schottisches Riesengeschütz Mons Meg mit Kanonenkugeln aus Granit (Durchmesser 50 cm)

Kanonenkugeln waren ursprünglich großkalibrige Steinkugeln, die mit Hilfe von Schwarzpulver aus dem Rohr der Steinbüchse abgefeuert wurden. Steinkugeln wurden bis ins 15. Jahrhundert als Kanonenkugeln verwendet, weil sie leichter als Eisen waren und dadurch auf weitere Entfernungen verschossen werden konnten. Sie zersplitterten beim Aufprall in scharfe Splitter oder sie wurden ab einem Durchmesser über 50 bis 80 cm als Mauerbrecher verwendet. Der Einsatz der großkalibrigen Kanonen zu Mauerbrechern führte nicht zum gewünschten Ergebnis, weil festgestellt wurde, dass die Steinkugeln beim Maueraufprall zersplitterten und die gewünschte Brecherwirkung nicht eintrat. Der Effekt konnte durch mehrmaligen Beschuss auf dieselbe Stelle der Mauer mit kleinkalibrigen Kanonen besser erreicht werden.
Da die Steinkugeln von Hand hergestellt wurden, waren sie ungenau, daher mussten sogenannte Treibspiegel verwendet werden, die die Ladung im Rohr der Kanonen besser abdichteten. Die Treibspiegel boten den Pulvergasen bei unterkalibrigen und ungenauen Steinprojektilen eine größere Wirkungsfläche.
Die Geschütze für die großkalibrigen Geschosse waren auch zu schwer für einen Transport: Die selten eingesetzte Faule Mette war beispielsweise ein derartiges Riesengeschütz aus Braunschweig, das mehr als acht Tonnen wog. Es war in der Lage, Kugeln mit einem Durchmesser von 76 cm mit einem Gewicht von 550 kg über eine Distanz von mehr als zwei Kilometern zu verschießen.

### Handwerkliche Steinkugeln
Vornehmlich wurden für Steinkugeln in den letzten 200 Jahren Natursteine verwendet, die sich schleifen bzw. polieren lassen, um sie zur Zierde oder in der Architektur zu verwenden. Für diesen Zweck eignen sich Weichgesteine wie Kalksteine und Marmore oder die meisten Hartgesteine wie beispielsweise Granite und Gneise.
Vor der Erfindung der elektrisch angetriebenen Steinsägen wurden Steinkugeln in unterschiedlicher Technik handwerklich hergestellt. Es gibt zwei traditionelle Herstellungstechniken der Steinmetzen, die als Fasen-Technik oder Viertelkappen-Technik bezeichnet werden. Bei Anwendung der Fasentechnik wird zuerst die grobe Form einer Kugel aus einem Steinblock herausgehauen. Um die Kugel werden Fasen, abgeschrägte Flächen, entsprechend den unterschiedlichen Radien angearbeitet. Wird die Viertelkappen-Technik angewendet, werden in einem Steinquader Fasen als acht Viertelkreise in den zunächst vollkantigen Stein mit Handwerkzeugen gehauen. Bei diesem Arbeitsvorgang entstehen gewissermaßen zwei Ringe, die die Kugel umgrenzen. Die dabei entstandenen so genannten steinernen Kappen werden anschließend abgearbeitet und die Kugelrundung wird angepasst. Nach diesen Arbeitsvorgängen sind die mit den zwei Methoden hergestellten Kugeln oberflächenrau und müssen geschliffen bzw. poliert werden, sofern dies gefordert war.
Mit diesen handwerklichen Techniken ließen sich Kugeln herstellen, die lediglich in ihrer Größe durch die zur Verfügung stehenden Gerätschaften des Steintransports begrenzt waren.

### Steinmühlen

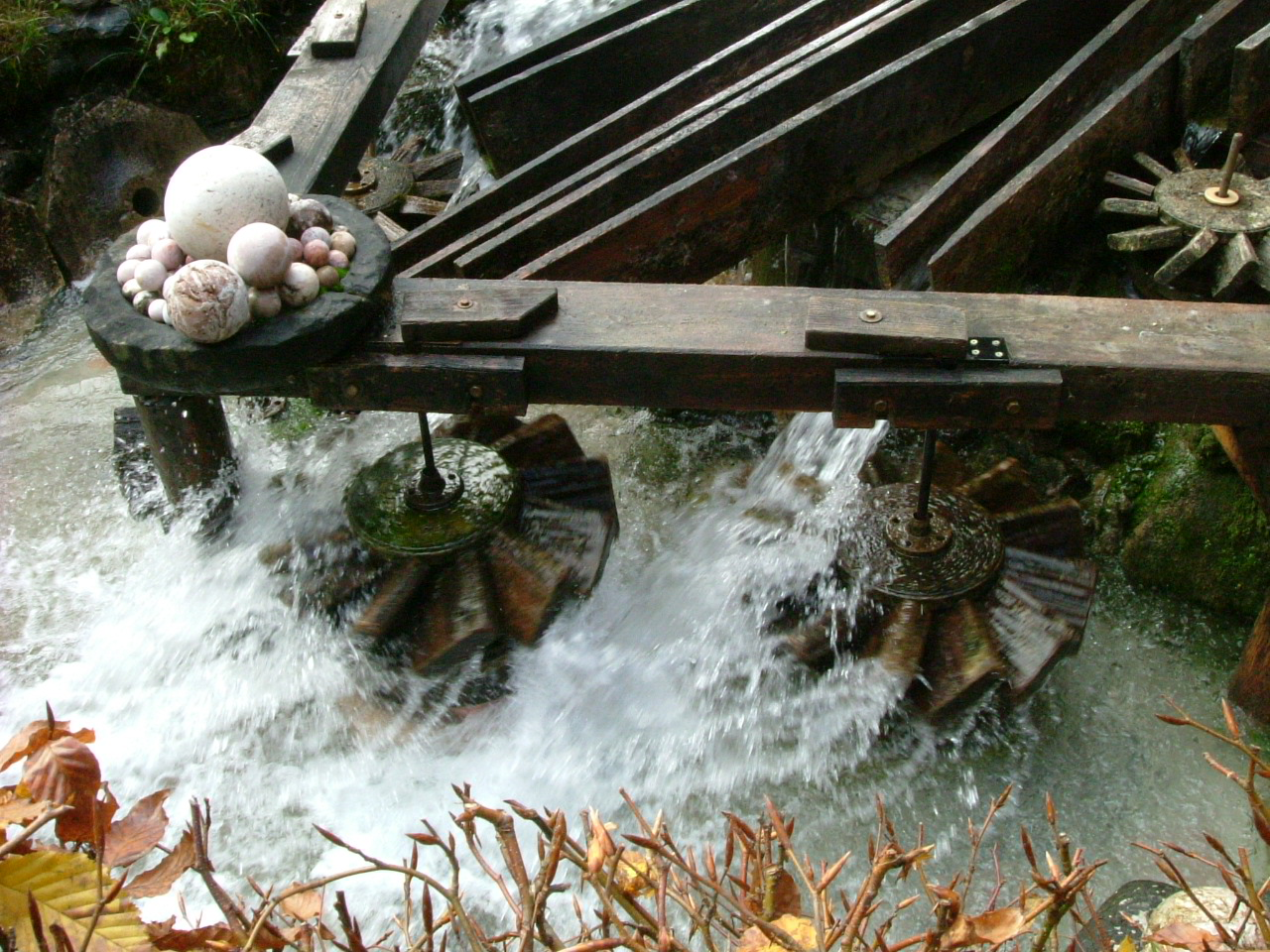
Deutschlands einzige noch in Betrieb befindliche historische Steinmühle, hier in der Almbachklamm

Die Steinkugeln, die früher in Steinmühlen hergestellt wurden, müssen grob rund vorgehauen werden. Die so grob in Kugelform bearbeiteten Steine werden zwischen zwei Scheiben gelegt. Die obere und die untere Scheibe haben Laufrillen, deren Radius dem späteren Umfang der fertigen Steinkugel entspricht. Durch die Schleifbewegung, wobei meist die obere Schleifscheibe in Rotation gebracht wird, werden die Steine verrundet. Nach Tagen sind die Steine in Form geschliffen, werden der Steinmühle entnommen und anschließend poliert. Mit den Steinmühlen werden kleinere Steinkugeln mit geringem Durchmesser etwa bis 15 Zentimeter hergestellt.
Zu den bedeutendsten historischen Steinmühlen zählten die Untersberger Marmorkugelmühlen bei Marktschellenberg, jene 40 Schleifanlagen, mit denen Ende des 17. Jahrhunderts Kugeln aus Untersberger Marmor, einem polierbaren Kalkstein, hergestellt wurden. Verschiedentlich sind historische Steinmühlen heute noch oder wieder in Betrieb.

## Maschinelle Herstellung

### Säge- und Poliertechnik
Größere Steinkugeln lassen sich heutzutage durch CNC-gesteuerte Steinkreissägen in Steinmetzbetrieben bis zu einer Größe von etwas über einem Meter üblicherweise in Sägevorgängen verrunden. Voraussetzung hierfür ist entweder das Vorhandensein von schwenkbaren Sägetischen oder schwenkbare so genannte Maschinensupporte der Steinsägen, die das Sägeblatt antreiben. Nach der Herstellung der Steinkugelform ist die Steinoberfläche sägerau und zeigt Spuren des Sägeblatts oder es müssen zuvor Steinstreifen abgeschlagen werden. In einem weiteren Arbeitsvorgang muss daher die Steinkugel unter Einsatz von Handschleifmaschinen mit entsprechenden Schleifkörpern rund geschliffen und poliert werden.

### Auf Wasserfilm gleitende Steinkugeln

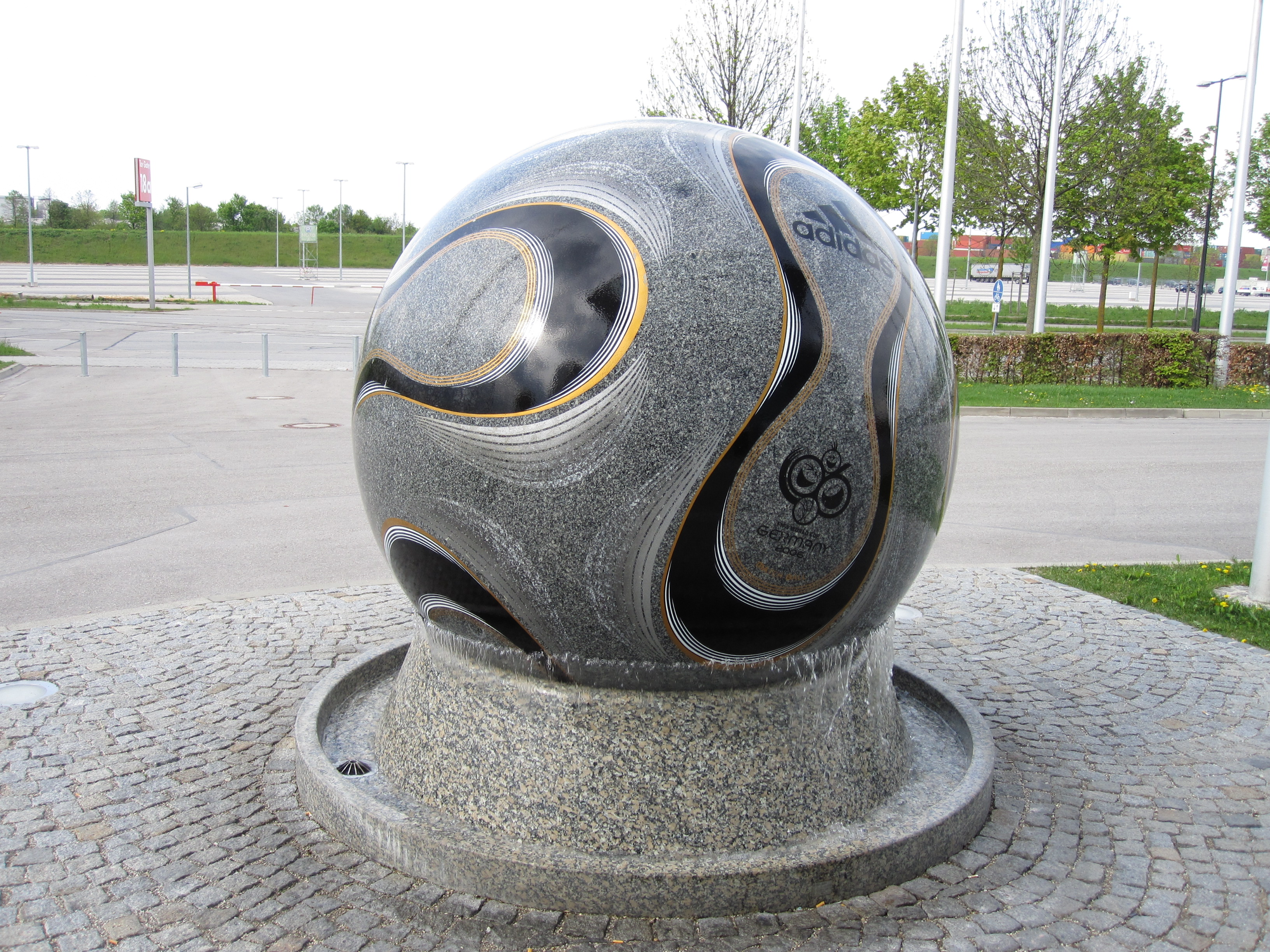
WM-Brunnen in München am Nordtor der Neuen Münchner Messe mit gleitendem Steinfußball

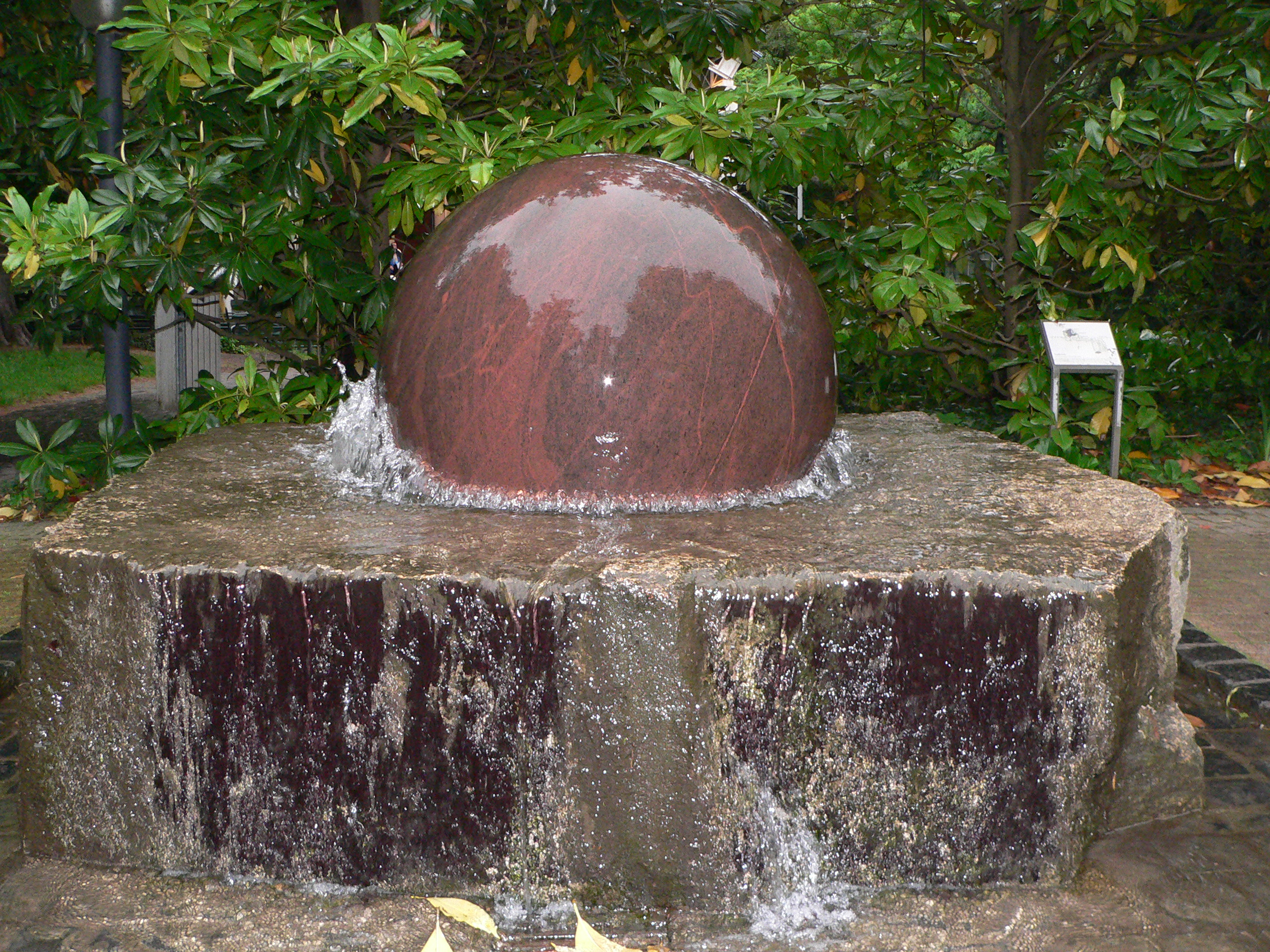
Brunnen mit Steinkugel im Palmengarten in Frankfurt am Main, die auf Wasser gleitet

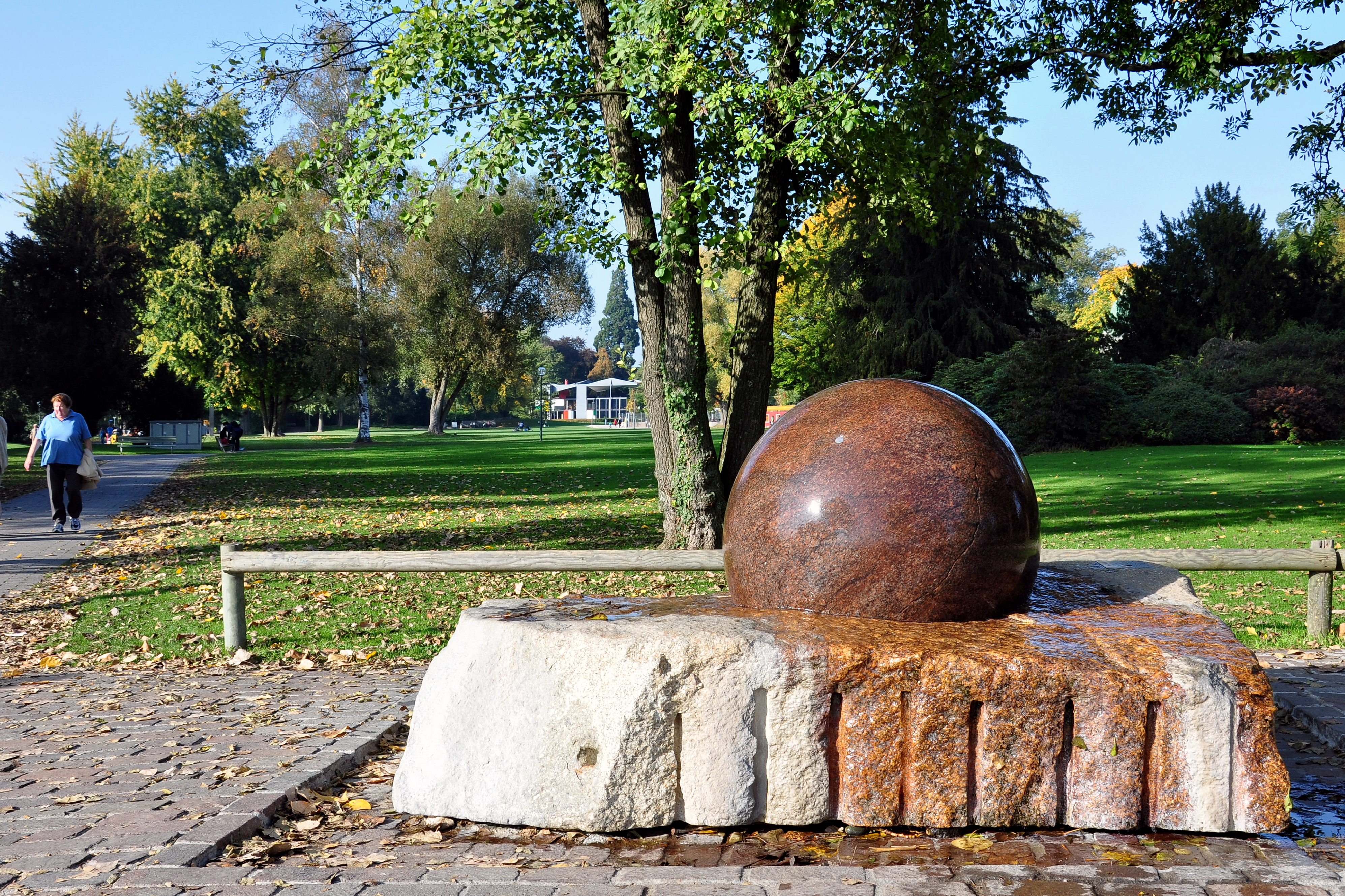
Thermalwasser-gespeister Kugelbrunnen beim Zürichhorn in Zürich, als Erinnerung an die Phänomena von 1984

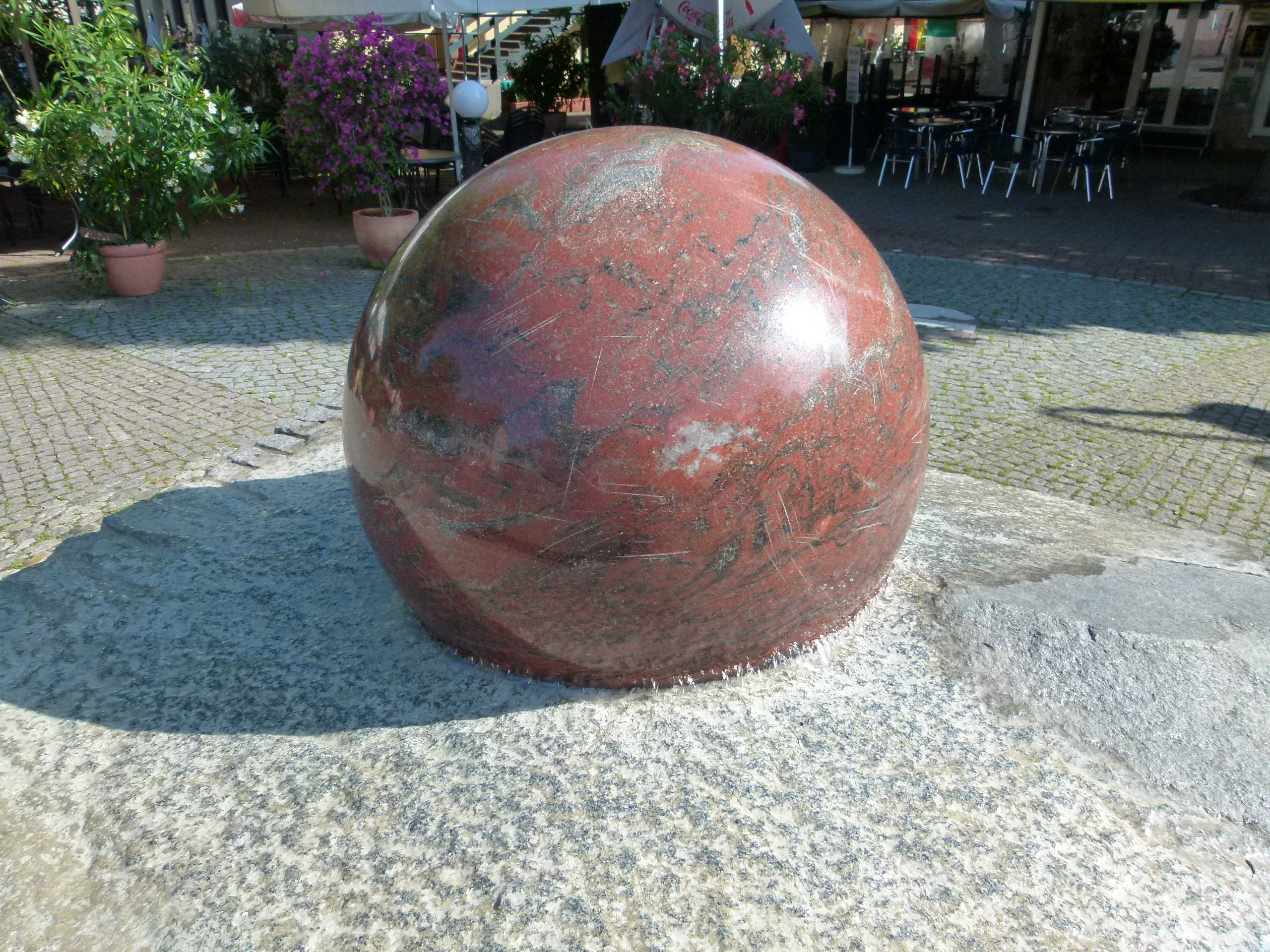
Kugelbrunnen (1 m Durchmesser, aus Jaspis) in Breisach

Die großen Steinkugeln, die in einem steinernen Brunnenbecken gleiten, finden überaus starkes Interesse bei Betrachtern, denn die tonnenschweren Steinkugeln können mit einer Hand leicht bewegt werden, und dies selbst von Kindern.
Damit Steinkugeln gleiten, wird üblicherweise in die Mitte des Brunnenbeckens eine Wasserdüse eingebaut, die die Kugel anhebt, sobald Wasser austritt. Dabei bewegt sich die Kugel nicht und sie ist nicht andauernd mit Wasser benetzt.
Dieses Manko behebt eine besondere technische Entwicklung, die auf einem Patent der Steinindustriefirma Kusser in Aicha vorm Wald in Niederbayern basiert. Mit diesem Verfahren ist die Herstellung von großen, kalibrierten Steinkugeln mit einer Genauigkeit von zwei Hundertstel Millimeter möglich. In den letzten Arbeitsvorgängen wird dabei eine patentierte Schleifmaschine eingesetzt, die mit höchster Genauigkeit schleift und poliert. Nur dadurch ist es möglich, dass die großkalibrierten Steinkugeln auf einem Wasserfilm schweben.
Die Steinkugeln müssen exakt radial geformt sein, damit die Steinkugel auf einem Wasserfilm gleitet. Beispielsweise bewegt sich die Steinkugel mit einem Durchmesser von zwei Metern des WM-Brunnens, wenn in die Brunnenschale 200 Liter Wasser pro Minute mit einem Druck von 1,2 bar geleitet werden, ein geringerer Druck als in jeder Trinkwasserleitung. Der Druck einer Wassersäule von 12 m Höhe wird hierbei aufgebaut und der Durchfluss von 200 l/min bringt die Kugel zum Schweben auf dem Wasserfilm.
Die erforderliche Wassermenge wird durch die Passgenauigkeit der kalibrierten Kugel und die Größe und Anpassung der Kugelkalotte bestimmt. Die Passigkeit der Kalotte, die Negativform des Fußballs, stellt die gleich hohen Anforderungen an die Ausarbeitung wie die Kugel.
Damit sich die schweren Kugeln kontinuierlich drehen, sowie mit Wasser benetzt sind, werden in die Brunnenbecken eine oder zwei Düsen eingebaut. Beim Einbau von zwei Düsen wird durch eine Schaltung gewährleistet, dass im Wechsel aus nur einer Düse Wasser austritt und auf die Kugel trifft und sie dadurch bewegt. Wird nur eine Düse eingebaut, wird die Rotation durch eine nicht kontinuierliche Schaltung eines schräg gerichteten Wasserstrahls ausgelöst. Sobald Wasser fließt, bewegt sich die Kugel und durch die Drehung mit den beiden oben genannten patentierten Methoden ist sie permanent ganz mit Wasser benetzt.
Eine weitere Methode der Herstellung von Steinkugeln basiert darauf, dass aus einem Quader ein Polyeder hergestellt wird. Der Polyeder wird anschließend verrundet und poliert.
Grundsätzlich können alle Steinkugeln unabhängig von ihrer Größe auf einem Wasserfilm gleiten, wenn sie exakt genug hergestellt sind. Der 1983 errichtete Kugelbrunnen in Münchner Westpark war das erste Objekt mit dieser seitdem vielfach verwendeten Technik. Ob es eine Obergrenze hinsichtlich der Kugelgröße bzw. Masse gibt, ist nicht bekannt.
Der WM-Brunnen von München besteht aus einem Brunnenbecken aus Tittlinger Granit und einem gleitenden Stein-Fußball aus Impala, einem Norit, ein granitähnliches Gestein. Er ist eine Steinkugel mit einem Durchmesser von zwei Metern und 11,3 Tonnen Masse.
Seit der Phänomena, einer Wissenschaftsausstellung im Jahre 1984, ist in Zürich ein Kugelbrunnen, der mit 25 Grad warmem Thermalwasser gespeist ist.
Für die Fußball-Weltmeisterschaft 2002 wurde ein erster großer Stein-Fußball, der aus 32 Steinstücken zusammengesetzt ist, vor dem Toyota-Stadion in der japanischen Stadt Toyota aufgestellt (Position).
Der weltgrößte gleitende Granitfußball befindet sich vor der Donbass Arena des Fußballvereins Schachtar Donezk in Donezk, Ukraine (Position). Die Kugel hat einen Durchmesser von 2,70 m, eine Masse von 28 Tonnen und wird mit 340 Litern Wasser pro Minute und 2,4 bar Druck bewegt. Er wurde im Jahre 2009 aufgestellt.
Zwei weitere schwebende Steinkugeln aus einem Stück, die größere mit einem Durchmesser von 2,65 Metern, befinden sich in Richmond im US-Bundesstaat Virginia vor dem Science Museum of Virginia (Positionen: Erde, Mond). Die große Kugel wird in Anlehnung an das deutsche Wort Kugel Grand Kugel genannt und war die größte gleitende Steinkugel der Welt aus einem Stück zum Zeitpunkt der Aufstellung. Die beiden Steinkugeln thematisieren Erde und Mond, wobei das Größenverhältnis von Erde und Mond sowie der Abstand zueinander berücksichtigt wurden. Diese Kugeln bestehen aus Hartgestein, dem Typ des hellen Impala.
Die vermutlich weltgrößte massive Steinkugel aus einem Stück befindet sich in Italien auf dem Piazzale del Impero in Rom unweit des Mussolini-Obelisken im Sphärenbrunnen (Position). Die drei Meter im Durchmesser große Weltkugel wiegt 37 Tonnen und besteht aus Carrara-Marmor. Sie wurde neben anderen Bauten des Foro Mussolini von Benito Mussolini am 9. Mai 1937 in einer Feier der Öffentlichkeit übergeben.

### Zusammengesetzte Steinkugeln

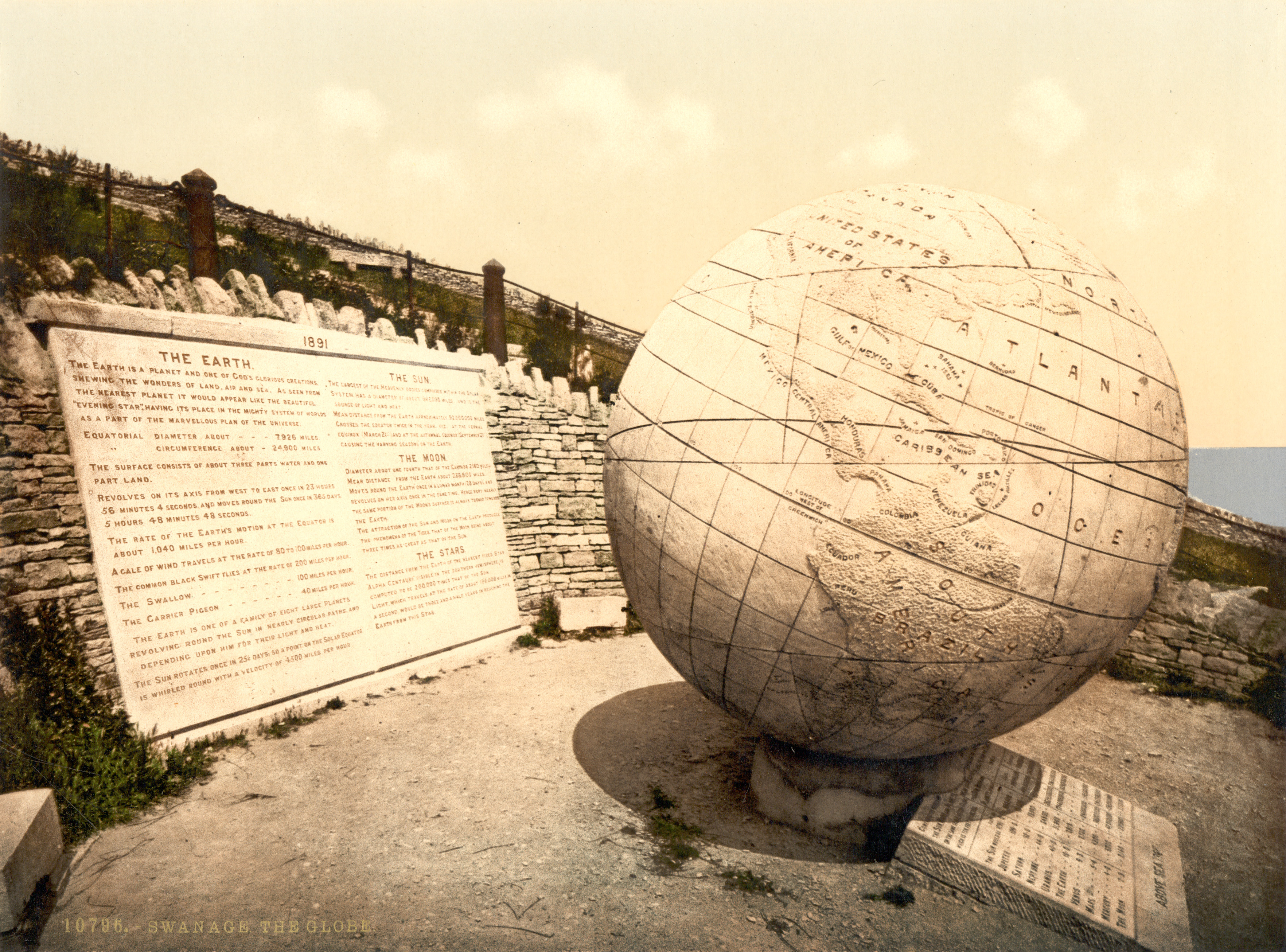
Der aus 15 Teilen bestehende Große Globus in Swanage in England

Eine ist die aus 15 Teilen zusammengesetzte Steinkugel im englischen Swanage aus englischen Kalkstein, der Große Globus aus dem Jahre 1887. Dieser Globus zählt mit einem Durchmesser von drei Metern zu den größten Steinkugeln der Welt aus Kalkstein, dem Portland-Kalkstein (Position).

### Hohle Steinkugel

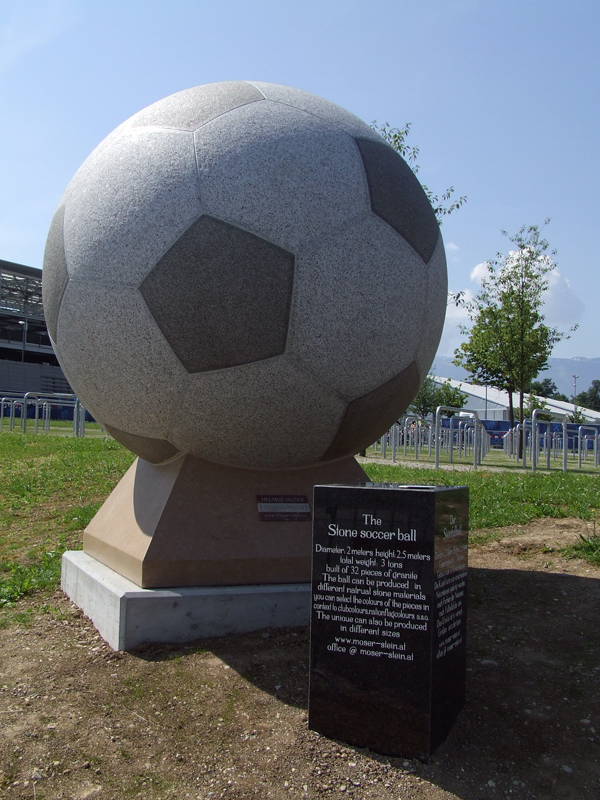
Der stationäre Steinfußball mit einem Durchmesser von 2,008 Metern in Salzburg

Ein Steinfußball, der aus mehreren zehn Zentimeter starkem Steinplatten zusammengesetzt ist und einen Durchmesser von 2,008 Meter hat, befindet sich vor dem EM-Stadion Wals-Siezenheim bei Salzburg in Österreich. Dieser Fußball wurde anlässlich der Fußball-Europameisterschaft 2008 aufgestellt. Er ist aus 32 Steinteilen zusammengesetzt und besteht aus 20 sechseckigen Teilen des hellen französischen Tarn-Granits und aus 12 Teilen des südafrikanischen Impalas. Dieser Steinfußball ist nicht poliert und innen hohl. Die 2,4 Tonnen schwere Kugel ruht fest auf einem Sockel aus Untersberger Marmor. Dieser Steinfußball wurde durch einen handwerklichen Steinmetzbetrieb hergestellt.

## Trivia
Die Rückseite des 5000 Colónes-Geldscheins aus Costa Rica zeigt eine Steinkugel.
In dem ersten Indiana-Jones-Film Jäger des verlorenen Schatzes aus dem Jahre 1981 wird Indiana Jones, ein Archäologieprofessor und Abenteurer, in einer Filmszene beinahe von einer Steinkugel überrollt.
In dem computeranimierten Kinofilm Die Unglaublichen – The Incredibles gibt es eine Verfolgungsszene des kugelförmigen Omnidroiden, die der Steinkugelszene aus dem Film Jäger des verlorenen Schatzes ähnelt.